# Pancser Police
A Pancser Police (eredeti cím: The Other Guys) 2010-ben bemutatott amerikai akcióvígjáték Adam McKay rendezésében.

## Cselekmény
A történet elején azokat a rendőröket lehet látni, akik a filmekben megszokott módon, gyors, kemény akciókban elfogják és ártalmatlanná teszik a bűnözőket. 
Vannak olyan rendőrök is, akik az akciókban részt vevők munkáját aprólékos papírmunkával segítik és jobban érzik magukat a biztonságot jelentő íróasztaluk mögött. Allen, a gyilkosságiak könyvelője ilyen rendőr. Társát, Terryt kicsit más fából faragták, de amióta egy túl gyorsan elsült pisztolynak köszönhetően nyilvánosan megszégyenült, Allen mellé osztották be. Ők ketten csak messziről figyelik az ügyosztály legkiválóbb rendőreit, Dansont és Manzettit.
Végül egyszer úgy hozza a sors, hogy kénytelenek lesznek a helyükre lépni. Eljön a nagy lehetőség, hogy megmutassák, ők is igazi rendőrök, de minden egészen másképp alakul, mint ahogyan elképzelték.

## Szereplők
| Szerep                                  | Színész           | Magyar hang       |
| --------------------------------------- | ----------------- | ----------------- |
| Allen "Gator" Gamble, könyvelő          | Will Ferrell      | Kerekes József    |
| Terry Hoitz, Allen társa                | Mark Wahlberg     | Széles Tamás      |
| Dr. Sheila Ramos Gamble, Allen felesége | Eva Mendes        | Kéri Kitty        |
| Gene Mauch                              | Michael Keaton    | Epres Attila      |
| Sir David Ershon                        | Steve Coogan      | Schnell Ádám      |
| Roger Wesley                            | Ray Stevenson     | Huszár Zsolt      |
| PK Highsmith                            | Samuel L. Jackson | Kőszegi Ákos      |
| Christopher Danson                      | Dwayne Johnson    | Galambos Péter    |
| Francine                                | Lindsay Sloane    | Nemes Takách Kata |
| Christinith                             | Natalie Zea       | Pálfi Kata        |
| Evan Martin                             | Rob Riggle        | Törköly Levente   |
| Fosse                                   | Damon Wayans Jr.  | Fenyő Iván        |
| Ramos mama                              | Viola Harris      | Kassai Ilona      |
| Watts rendőrtiszt                       | Rob Huebel        | Géczi Zoltán      |
| Jimmy                                   | Bobby Cannavale   |                   |
| Don Beaman                              | Andy Buckley      | Kardos Róbert     |
| Beaman asszisztense                     | Ben Schwartz      |                   |
| Mocskos Mike                            | Adam McKay        | Thuróczy Szabolcs |
| Douglas                                 | Zach Woods        |                   |
| terapeuta                               | Zoe Lister-Jones  | Czifra Krisztina  |
| Bob Littleford                          | Michael Delaney   | Elek Ferenc       |

Cameoszerepek
| Szerep                                          | Színész            | Magyar hang   |
| ----------------------------------------------- | ------------------ | ------------- |
| Pamela Boardman, a Lendl Global vezérigazgatója | Anne Heche         | Takács Andrea |
| narrátor (hangja)                               | Ice-T              | Ganxsta Zolee |
| galéria tulajdonosa                             | Horatio Sanz       |               |
| galéria vendége                                 | Thomas Middleditch |               |
| önmaga                                          | Derek Jeter        |               |
| önmaga                                          | Brooke Shields     |               |
| önmaga                                          | Rosie Perez        |               |
| önmaga                                          | Tracy Morgan       |               |
| Kip James                                       | Monty Sopp         |               |
| BG James                                        | Brian James        |               |
| Radford kerületi ügyész                         | Josef Sommer       | Szokolay Ottó |

## Fogadtatás

### Bevételi adatok
A film 119,2 millió dollár bevételt hozott Észak-Amerikában és 51,7 millió dollárt más területeken, így világszerte összesen 170,9 millió dolláros bevételt ért el.

### Kritikai visszhang
A Rotten Tomatoes weboldalon a film 205 értékelés alapján 78%-os jóváhagyással rendelkezik, átlagosan 6,7/10 ponttal.